# Escobedia grandiflora
Escobedia grandiflora (L.f.) Kuntze é uma planta da família Orobanchaceae. Entre seus nomes comuns estão: açafrão-da-raiz, açafrão-de-barba, palillo, açafrão-andino, color, no Peru é chamada de açafrão-da-montanha, especiaria-da-montanha e condimento-da-montanha.

## Descrição
Erva ereta, hemiparasita obrigatória das raízes de uma variedade de plantas, incluindo as famílias Asteraceae, Cyperaceae, Melastomataceae, mas com preferência especial por espécies da família Poaceae. Apresenta folhas opostas, sésseis, lanceoladas com ápice agudo e de consistência áspera. As flores são axilares, longamente pediceladas, grandes e brancas. Suas raízes nascem da base do caule, são cilíndricas e de cor alaranjada. Por ser uma planta hemiparasita, forma haustórios para se fixar em seus hospedeiros.
Existem registros históricos que descrevem uma alta abundância dessa espécie no trópico americano quando os colonizadores chegaram; também há registros do uso como corante alimentar e planta medicinal. Esse uso prevaleceu em comunidades rurais até o final do século passado, quando foi substituído por corantes sintéticos e outras plantas mais abundantes. Atualmente, as populações naturais de E. grandiflora diminuíram drasticamente, e é considerado necessário avaliar seu status de conservação.

## Distribuição
E. grandiflora está distribuída na América, nos seguintes países: Argentina, Bolívia, Brasil, Colômbia, Costa Rica, Equador, Guatemala, México, Panamá, Paraguai, Peru e Venezuela.

## Componentes
A raiz contém um princípio ativo, a azafrina, um carotenoide com grande poder vitamínico (Vit. A), que produz a cor alaranjada, além de possuir taninos. Infelizmente, embora esta espécie tenha sido de importância ancestral no continente americano, não foi bem estudada em seus requisitos ecológicos, composição química, uso medicinal, entre outros.

## Usos
As comunidades americanas utilizam as raízes como condimento, para dar cor aos alimentos e como medicamento. Esta espécie é frequentemente confundida com a cúrcuma (Curcuma longa), que é uma espécie introduzida no continente americano e que se adaptou bem. Na indústria, é usada para dar cor a queijos, margarinas e manteigas. Popularmente, é usada contra icterícia, hepatite e doenças do fígado.

## Ecologia
Um estudo realizado em campos no Brasil revelou disparidades significativas na composição de espécies, com quadrantes habitados por Escobedia grandiflora apresentando uma maior riqueza de espécies, aumento na diversidade de Shannon e maior uniformidade de Pielou, estendendo-se por vários grupos funcionais. Além disso, a presença de Escobedia grandiflora correlacionou-se com uma notável redução no percentual de dominância de espécies vegetais nos campos observados. Esses achados destacam uma associação discernível entre o hemiparásito neotropical e a dinâmica estrutural das comunidades de plantas campestres, indicando uma maior diversidade de plantas e mudanças na dominância em sua presença.